# Garelli Katia
Il Katia è un ciclomotore costruito dalla Garelli tra il 1973 e il 1991.

## La Moto
Progettato per un pubblico prettamente femminile, il Katia si caratterizzava per le sue ruote basse (da 10") e larghe, che lo rendevano molto adatto alle strade cittadine più sconnesse.
Il motore, un monocilindrico a due tempi a cilindro orizzontale, era ripreso dall'Eureka, nato l'anno precedente; inizialmente disponibile in versione monomarcia con avviamento a pedali (Katia M), in seguito fu prodotto anche con cambio automatico a due marce e avviamento a kick-starter (Katia Matic K2V) e con avviamento elettrico.
Al Salone di Milano 1973 la Garelli presentò il Katia Electric, primo ciclomotore italiano di serie a motore elettrico, commercializzato dall'estate 1974 con scarso successo.
Prodotto anche in Brasile e a Taiwan, il Katia fu continuamente aggiornato, restando in produzione sino al 1991, anno di chiusura della Casa lombarda, di cui è stato il modello prodotto più a lungo.